# Eduard Guntli
Eduard Guntli (* 23. Juli 1872 in Altstätten; † 8. Dezember 1933 in Bern; heimatberechtigt in Vilters) war ein Schweizer Rechtsanwalt und Politiker (Konservative Volkspartei).

## Leben
Guntli besuchte in Altstätten die Primar- und Sekundarschule, danach das Gymnasium in Engelberg. Er studierte in Feldkirch Philosophie und in München, Strassburg und Bern Recht, worin er 1897 doktorierte. Von 1898 bis 1901 war er als Praktikant in einem Anwaltsbüro in St. Gallen und ab 1901 als selbständiger Anwalt in St. Gallen tätig.
Von 1912 bis 1933 sass Guntli im St. Galler Grossrat und von 1928 bis 1933 im Nationalrat für die Konservative Volkspartei. Er war von 1919 bis 1927 Präsident der kantonalen und von 1932 bis 1933 Präsident der schweizerischen konservativen Volkspartei, der heutigen CVP.
Guntli setzte sich für den Völkerbundsbeitritt der Schweiz ein und bemühte sich im Nationalrat um den Brückenschlag zu den Romands. Innerhalb der Partei suchte er den Ausgleich zwischen Konservativen und Christlichsozialen. In der Schweizer Armee war er Oberstleutnant der Infanterie.

## Werke
- Das Eheliche Güterrecht des Kantons St. Gallen, dargestellt nach den Statutarrechten und dem kantonalen Rechte. Altstätten 1897. (Diss. Jur. Universität Bern).